# 23 Geminorum
23 Geminorum är en gulvit stjärna i stjärnbilden Tvillingarna.
23 Geminorum har visuell magnitud +6,72 och kräver fältkikare för att kunna observeras. Den befinner sig på ett avstånd av ungefär 255 ljusår.